# Пшеклади Литератур Словянских
Пшекла̀ди Литера̀тур Словя̀нских (на полски: Przekłady Literatur Słowiańskich, Преводи на славянските литератури) е полско научно списание, посветено на проблеми свързани с превода на южнославянска и западнославянска художествена литература. Създадено е през 2009 година от Божена Токаж в Института по славянска филология към Филологическия факултет на Силезийския университет в Катовице. Първоначално излиза като издателска поредица, която през 2011 година е преобразувана в списание. От 2016 година главен редактор е Лешек Малчак, специалист по южнославянска литература.